# Haszeki szultánák listája

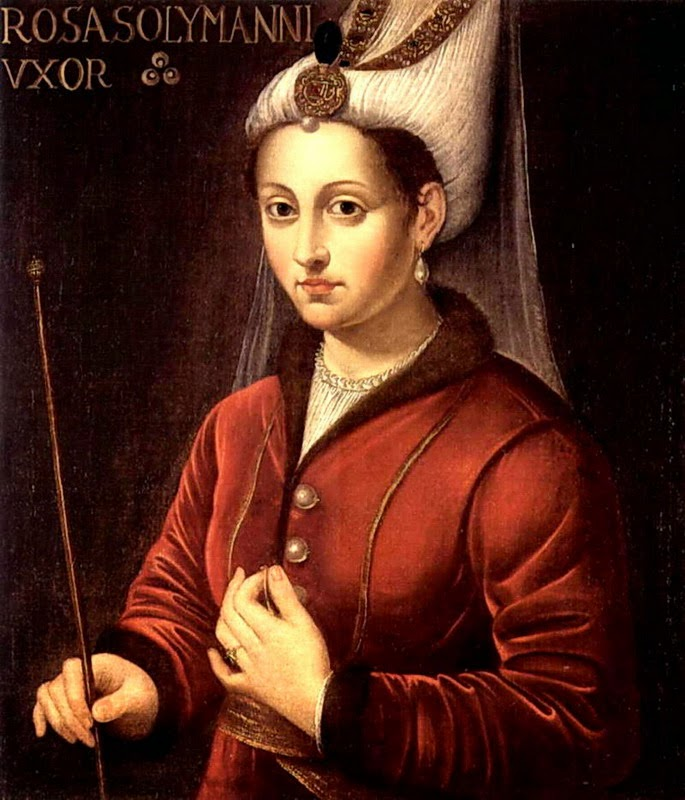
Hürrem szultána portréja

Az alábbi lista az Oszmán Birodalom haszeki szultánáit sorolja föl hivatali idejükkel kiegészítve.
- Hürrem (1533/1534–1558)
- Nurbanu (1566–1574)
- Szafije (1583–1595)
- Köszem (1605–1617)
- I. Ajse (1620–1622)
- II. Ajse (1630–1640)
- Turhan Hatidzse (1642–1648)
- Emetullah Rábia Gülnus (1683–1687)